# Zabava
 Ovo je glavno značenje pojma Zabava. Za druga značenja pogledajte Zabava (okupljanje).
Zabava je emocionalna diverzija koja ima za cilj držati pozornost gledatelja ili sudionika.
Oblici zabave:
- Televizija
- Film
- Animacija
- Kazalište
- Ples
- Sport
- Radio
- Glazba
- Humor
- Igra